# Руска, Жан Батист Доминик
Жан Батист Доминик Руска (27 ноября 1759, Ла-Бриг — 14 февраля 1814, Суассон) — французский военачальник эпохи Наполеоновских войн, бригадный  генерал (1795), дивизионный генерал неаполитанской службы (1799).

## Биография
Будущий генерал родился в графстве Ницца — в альпийских предгорьях со смешанным франко-итальянским населением. Он получил хорошее образование и стал врачом у себя на родине. Когда во Франции вспыхнула революция, Руска вступил в контакты с якобинцами, и в результате вынужден был бежать из Ниццы во Францию, тогда как все его имущество было конфисковано местным правительством.
Во Франции Руска вступил в армию как военный врач, участвовал в осаде Тулона, занятого роялистами. Когда в 1793 году революционная армия заняла Ниццу и двинулась дальше в Италию, при ней находился и Руска. Сражаясь в своих родных местах, Руска проявил смелость и знание местности, и из военных врачей переквалифицировался в боевого офицера. В 1795 году он уже бригадный генерал.
Руска отважно сражался при Лоано, а при Дего овладел укреплённой высотой, захватил сто пленных и два орудия. В 1799 году Руска, уже широко известный в армии, несколько раз раненый генерал, совершив поход на юг Италии, штурмует Неаполь под началом Шампионне. В Неаполе, ставшем сателлитом Франции, формируется армия нового образца и Руска становится дивизионным генералом.
В том же году Руска отправляют на север Италии сражаться против русских войск Суворова. Раненый в битве при Треббии, которая для французов окончилась разгромом, генерал Руска на 20 месяцев попадает в плен.
Карьера Руска в годы Первой Империи развивалась довольно вяло. Вполне возможно, что это было связано с чрезмерно левыми, якобинскими взглядами генерала. В 1801 году он был назначен губернатором острова Эльба и пробыл на этой должности несколько лет. В 1809 году во главе дивизии он сражался с австрийцами в Тироле, где французские и баварские войска столкнулись с ожесточенным сопротивлением не только регулярных австрийских войск генерала Иоганна Шателера, но и местных повстанцев во главе с Андреасом Хофером. Тем не менее, после нескольких сражений, в которых принял участие и генерал Руска, австрийская армия была вытеснена из Тироля.
Даже после этого успеха генерал Руска, шевалье ордена Почётного легиона (1803), барон Империи (1811), тем не менее большую часть времени не занимал никаких должностей и не использовался на основных театрах военных действий.
В 1814 году, когда армия союзников вторглась во Францию, генерал был назначен комендантом Суассона. Штурм Суассона был поручен русскому отряду генерала Александра Чернышева. Прикрываясь удачным огнём артиллерии, ротная колонна русской пехоты сумела подняться на крепостное укрепление. Генерал Руска во главе резерва бросился туда и погиб. Возникла сумятица и город Суассон был сдан русскому отряду.
Имя генерала Руска, погибшего при исполнении своего долга, выбито на одной из стен парижской Триумфальной Арки.

## Награды
Легионер ордена Почётного легиона (16 октября 1803)
 Офицер ордена Почётного легиона.
 Коммандан ордена Почётного легиона (14 июля 1804)